# William Raymond Dommersen
William Raymond Dommersen, ook Dommersheusen of Dommersheuzen, (Londen, Stratford West Ham, eind 1859  – Londen, 1927) was een in Engeland woonachtige kunstschilder. Hij signeerde zijn werk als W of WR Dommersen.

## Leven en werk
Dommersen werd eind 1859 geboren als zoon van de Nederlands kunstschilder Pieter Cornelis Dommersen en Anna Petronella Synja (ook Sijnja). Zijn ouders waren voor zijn geboorte van Nederland naar Engeland verhuisd. Ook zijn oom, Cornelis Christiaan Dommersen, was kunstschilder. 
Dommersen schilderde tussen 1875 en 1927 genrevoorstellingen, landschappen, marines, stadsgezichten en boerderijstillevens.
Zijn bekendste werken zijn de steden en dorpen langs de Nederlandse rivieren en kanalen. Behalve in Nederland en Engeland schilderde hij ook in België, Frankrijk en Italië. Van zijn hand zijn onder meer zicht op het Canal Grande in Venetië, riviergezichten aan de Theems en Windsor Castle.
Dommersen overleed in 1927 op 67- of 68-jarige leeftijd in Londen.
- Biografisch Portaal: 10792362
- RKD-Nederlands Instituut voor Kunstgeschiedenis: 23634
- Union List of Artist Names: 500041064
- Virtual International Authority File: 95947258